# Рабинович, Исаак Моисеевич (художник)
Исаак Моисеевич Рабино́вич (11 марта 1894, Киев, Российская империя — 4 октября 1961, Москва) — театральный художник. Заслуженный деятель искусств РСФСР (1936).

## Биография

Могила И. М. Рабиновича

Исаак Рабинович в 1906—1912 годах учился в Киевском художественном училище, а затем, в 1912—1915 годах, в студии Александра Мурашко. В 1926—1930 годах был профессором живописного факультета ВХУТЕИНа в Москве.
В театре Рабинович работал с 1911 года, оформлял спектакли Художественного театра и Театра им. Вахтангова, где, в частности, оформил «Свадьбу» А. П. Чехова в постановке Е. Вахтангова, «Интервенцию» Л. Славин и «Человеческую комедию» О. де Бальзака. С 1955 года был главным художником Театра имени Евг. Вахтангова.
В качестве художника Исаак Моисеевич работал и в кинематографе, в частности, оформил фильм Якова Протазанова «Аэлита» (1924), и в области монументально-декоративного искусства. Являлся художником Дворца Советов (1939—1948; не осуществлён). Участвовал в оформлении советского павильона на Всемирной выставке в Нью-Йорке (1939). По эскизам Рабиновича выполнена мозаика в наземном вестибюле московского метро на станции «Павелецкая» и витражи высотного здания на Смоленской площади в Москве.
Награждён орденом Трудового Красного Знамени (02.06.1937 — за выдающиеся заслуги в деле развития оперного и балетного искусства).
Похоронен в Москве, на Армянском кладбище, участок 1.